# Cardross
Cardross est un village situé en Argyll and Bute, Écosse. Il est sur la rive nord du Firth of Clyde et à mi-chemin entre Dumbarton et Helensburgh.
Le St Peter's Seminary se situe à proximité.